# Antonio Sanguino
Antonio Eresmid Sanguino Páez (Ocaña, Norte de Santander, 1 de junio de 1965) es un político y sociólogo colombiano. Fue Senador de la República de 2018 a 2022 por el Partido Alianza Verde. Fue el Jefe de Gabinete de la Alcaldía Mayor de Bogotá en la Alcaldía de Claudia López Hernández entre 2022 y 2023. Desde febrero de 2025 es el ministro de Trabajo de Colombia en el gobierno de Gustavo Petro.

## Primeros años y educación
Antonio Sanguino, nacido en La Jagua de Ibirico y registrado en Ocaña, Norte de Santander, creció en Valledupar en una familia campesina desplazada por la violencia en el Catatumbo. Durante su adolescencia, vivió en barrios populares como 1 de Mayo, 12 de Octubre y La Granja, donde experimentó de cerca las desigualdades sociales. Su inclinación hacia las ideas de izquierda se manifestó desde temprana edad, influenciado por experiencias personales como el desalojo de su familia por ocupar un predio y las conversaciones con su profesora de historia en el bachillerato. Estudió en el Colegio Nacional Loperena, donde participó en núcleos de estudio sobre teoría marxista, economía y política, conectándose con movimientos sindicales y fundando la Federación de Estudiantes del Cesar, inspirada en figuras como el Che Guevara y Camilo Torres. Estos primeros pasos en el activismo estudiantil sentaron las bases de su compromiso político y social.
Al ingresar a la Universidad Industrial de Santander, se unió al Frente Estudiantil Revolucionario Sin Permiso, que más adelante se integró a la organización insurgente 'A Luchar', con vínculos con el ELN. Aunque no fue combatiente en la guerrilla rural, sí participó en actividades políticas en zonas urbanas asociadas a la insurgencia. El asesinato de su hermano, la caída del Muro de Berlín y el proceso de paz del M-19 lo llevaron a abandonar dicha militancia y sumarse a la Corriente de Renovación Socialista, que firmó un proceso de paz en los años 90. Desde entonces, se ha dedicado a la docencia, a promover la reconciliación y a participar activamente en la política institucional.
Magíster en Administración y Planificación de Desarrollo Regional de la Universidad de los Andes y Doctor de la Universidad Complutense de Madrid en Gobierno y Administración Pública.

## Concejal de Bogotá
Sanguino fue elegido para ser parte del Concejo de Bogotá en 2007 con el apoyo del Polo Democrático Alternativo, apoyado por el exalcalde Lucho Garzón y del cual fue miembro fundador. Recibió un total de 11.290 votos, concentrados en las localidades de Usme, Engativá y Rafael Uribe Uribe.
Durante su periodo como Concejal, Sanguino intentó renovar los temas relacionados con los derechos sociales en la ciudad, haciendo énfasis en los derechos económicos de la ciudadanía y el aumento de oportunidades laborales para los jóvenes bachilleres o profesionales. También hizo acuerdos como el de los observatorios locales de barras de fútbol, el establecimiento de políticas públicas a favor de las víctimas de crímenes atroces y graves violaciones a los derechos humanos a causa del conflicto armado, para la democratización de la Educación Superior y para la garantía de los derechos de la población LGBT. La radicación del proyecto para la chatarrización de carros de más de 20 años fue otra fuerte iniciativa del exconcejal Sanguino. Por toda esta labor, obtuvo el reconocimiento del Concejal Revelación en 2008, de una evaluación realizada por los periodistas de Bogotá.
En 2009, gracias a la reforma que permitía el cambio de partido de los concejales, Sanguino pasó a ser parte del equipo del Partido Verde, al que había ingresado también el exalcalde Lucho Garzón. Su transfuguismo le trajo varios dolores de cabeza, entre estos la oposición de miembros de su antiguo partido como Fernando Rojas, que se resistía a la permanencia de Sanguino en la vicepresidencia del Concejo, pues la había adquirido mientras militaba en el Polo y no en el Partido Verde.
Ya en el Partido Verde, desde el año 2010 hace parte de la dirección nacional y distrital de ese partido. En ese mismo año los periodistas eligieron su debate de control político al excontralor de Bogotá Miguel Ángel Moralesrussi, como el mejor del año.
Fue reelegido concejal de Bogotá para el período que inicia en 2012 por el Partido Verde. Obtuvo la segunda votación más alta de su partido (18,155 votos) después del candidato Edward Arias.
A principios del 2015, Sanguino se lanzó como precandidato verde para la Alcaldía de Bogotá y perdió la consulta interna de su partido con el también concejal Carlos Vicente de Roux.

## Candidatura a la gobernación de Cesar
se lanzó a la gobernación de Cesar en las Elecciones regionales de Colombia de 2023 con el apoyo de la Alianza Verde.

## Años recientes
Sanguino fue Jefe de Gabinete de la Alcaldía de Claudia López en Bogotá entre 2022 y 2023.
En febrero de 2025 el presidente Gustavo Petro lo llamó a hacer parte de su gobierno como ministro de trabajo, en reemplazó de Gloria Inés Ramírez.